# Osbeckia decandra
Osbeckia decandra là một loài thực vật có hoa trong họ Mua. Loài này được (Sm.) DC. mô tả khoa học đầu tiên năm 1828.